# Obwód Słonim Armii Krajowej
Obwód Słonim – jednostka terytorialna Związku Walki Zbrojnej, a następnie Armii Krajowej. 
Operowała na terenie powiatu słonimskiego. Nosił kryptonim „Piaski”.
Obwód Słonim wchodził wraz z Obwodem Baranowicze i Obwodem Nieśwież w skład Inspektoratu Rejonowego Południowego Okręgu Nowogródek.

## Komendanci Obwodu
- kpt. Aleksander Rybnik (1942–1943),
- kpt. Mieczysław Ostrowski ps. „Kartacz”.